# Юність Василя Шеремети
«Юність Василя Шеремети» — автобіографічний роман Уласа Самчука про життя української гімназійної молоді 20-х років XX ст., виданий у Німеччині в 1946—1947 роках.

## Написання й видання книги
Роман створювався протягом 1940—1944 років під час проживання У. Самчука в Чехословаччині, а згодом в Україні, де він працював редактором газети «Волинь». У передмові до роману автор, зокрема, зазначав, що твір був написаний перед війною, яка стала на заваді виходу книги з друку. І лише в 1947 році роман надрукувало видавництво «Прометей».

## Тема та ідея твору
У. Самчук ставив собі завдання «бути літописцем українського простору» в добі, яку сам бачив, чув, переживав. Прагнучи за допомогою художнього слова зобразити головні етапи становлення української нації, письменник звертається до їх «первопочатку», до часу дорослішання, періоду юності своїх сучасників — творців нинішньої нашої історії. А щоб бути правдивим, за основу оповіді автор бере власну біографію, змальовуючи життя незначних героїв з далекого провінційного містечка, що на початок 20-х років XX ст. опинилося під владою Польщі. Письменник ідентифікує свою біографію з біографією свого покоління.
В романі розкривається ідея формування людини нового типу, пробудження національної свідомості в надрах селянства як основи української нації.

## Сюжет і герої роману
Роман є своєрідним сюжетним продовженням трилогії «Волинь». Події твору розгортаються на Батьківщині Уласа Самчука — у невеличкому містечку Кременець на Волині (нині це Тернопільщина), що у 20—30-ті роки входило до території Польщі. Розповідь охоплює один навчальний рік учнів української гімназії, протягом якого завершується їхній психологічний розвиток, відбувається становлення світогляду молодих людей, котрі вступають у пору юності, фізичного й духовного змужніння. Зростає юне покоління, що думає про майбутнє, турбується про моральність, прагне вчитися і творити добро. Учні гімназії зображені у школі й поза школою, вони читають, пишуть вірші, видають рукописний журнал, організовують гурток «Юнацтво», проводять запальні дискусії на суспільні й культурні теми, цікаво розважаються, мріють, переживають перші щирі захоплення й розчарування.
Головний герой Василь Шеремета напружено шукає істину, свій шлях у житті, спираючись на заповіт предків-хліборобів: «не зрадь основного, що маєш ти, що мав і має твій міцний батько і що, напевне, мали багато предків твоїх, — бажання вічно бути».. Автор зображує героя в різних ситуаціях, що вимагають прийняття виважених рішень. Остаточно визначитись, перемогти свої сумніви і слабкість, віднайти душевну рівновагу йому допомагають роздуми біля старовинних могил козаків, що загинули колись під Берестечком, боронячи свою землю, своє право на життя. І від цього могутнього духу предків Василь набирається сили для власного переродження.
Роман закінчується оптимістичною нотою. Життєрадісна юнь прощається зі шкільною лавою і сміливо прямує у майбутнє.